# 阮得荣
阮得荣（1972年11月25日—），男性，原籍乂安省瓊瑠縣琼易乡，2003年11月24日加入越南共产党，副教授，高级政治理论水平。越南政治人物。

## 人物经历
1986年，14岁的阮得荣考入河内市慈廉县安和初级中学，并加入了胡志明共產主義青年團，1989年9月，阮得荣考入河内外语大学，主修斯洛伐克语，1990年，他前往捷克和斯洛伐克聯邦共和國的科希策就读语言学校，1991年9月，考入布拉提斯拉瓦斯洛伐克工業大學，并最终在该校获得了博士学位。2001年，他回到越南，成为河内国家大学下属自然科學大學化学系教员，并最终升任河内国家大学党委委员、校团委书记，并获得副教授职称。
2008年，出任越南胡志明共青团中央书记处书记、越南大学生协会主席，2011年，成为越共第十一届中央委员会候补委员，胡志明共產主義青年團中央第一书记，
2016年，回到家乡乂安省，接替已经出任越南审计署总审计长的胡德福担任越共乂安省党委书记，并当选为越共第十二届中央委员。
2019年12月，阮得荣回到河内，成为越共中央办公厅副主任，并在2021年的越南共產黨第十三屆中央委員會上当选为第十三届越共中央委员。2021年4月6日，越南国会任命阮得荣为国会文化、教育、青少年与儿童委员会主任。